# Ewald Jaksch
Ewald Jaksch (* 1947 in Reutlingen) ist ein deutscher Politiker. Er war aktiv in mehreren christlichen Kleinparteien, zum Beispiel der Deutschen Zentrumspartei und der Christlichen Liga. Im Mai 2012 gründete er die kurzlebige Neue Zentrumspartei – Für Wahrheit, Freiheit und Recht, zu deren Vorsitzender er wurde. Später trat er der AfD bei und ist dort insbesondere bei den Christen in der AfD aktiv.

## Familie und Beruf
Er ist verheiratet und Vater von drei erwachsenen Töchtern; Geschäftsführer eines Elektronikunternehmens; Kirchenvorstand der Evang.-Lutherischen Philippus-Gemeinde in Tübingen (SELK).

## Politische Betätigung
Jaksch engagierte sich seit der Gründung in der Christlichen Partei für das Leben (CPL), der späteren Christliche Liga – Die Partei für das Leben, deren Bundesvorsitzender Jaksch schließlich wurde. 1995 wurde die Christliche Liga zugunsten der neuen Christlichen Partei Deutschlands (CPD) aufgelöst, deren Vorsitzender weiterhin Jaksch war. 2003 ging die CPD in der Zentrumspartei auf.
Am 19. Februar 2011 organisierte Jaksch zum laufenden Parteitag der Zentrumspartei einen parallelen Parteitag, auf dem er zum Vorsitzenden gewählt wurde. Im Februar 2012 erklärte das Landgericht Düsseldorf die Wahl Jakschs für ungültig. Bis dahin hatte Jaksch sich als Bundesvorsitzender der Deutschen Zentrumspartei tituliert.